# 拜利赫河

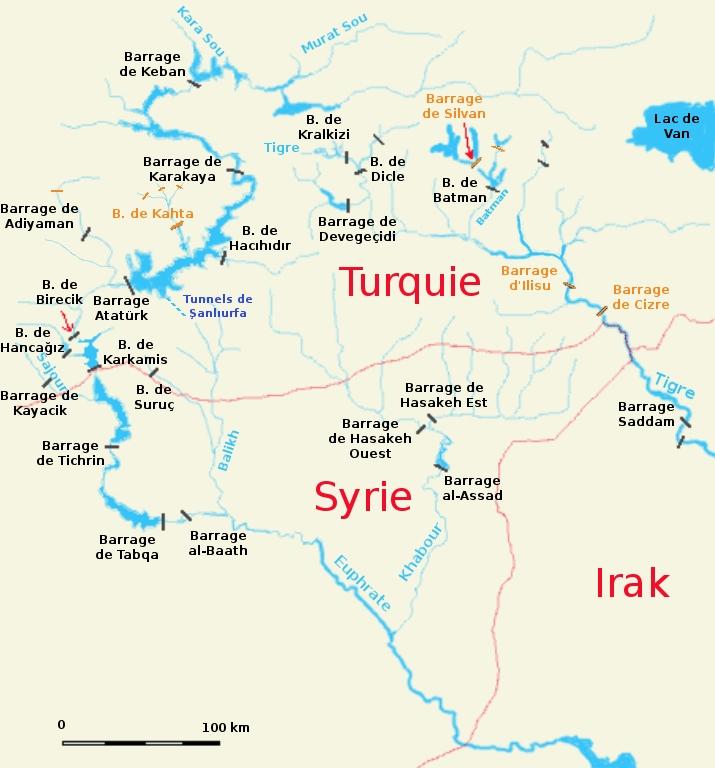
拜利赫河流经地区

拜利赫河是西亞的河流，流經土耳其和敘利亞，河道全長100公里，流域面積14,400平方公里，最終在拉卡注入幼發拉底河，平均流量每秒6立方米，河水主要用作灌漑。